# Landkreis Weißenburg-Gunzenhausen
Landkreis Weißenburg-Gunzenhausen er den sydligste landkreis i Regierungsbezirk Mittelfranken i den tyske delstat Bayern.
Nabolandkreise er mod nordvest Landkreis Ansbach, mod nord Landkreis Roth, nod øst  Landkreis Eichstätt og mod syd Landkreis Donau-Ries.

## Geografi
Landkreis Weißenburg-Gunzenhausen består af tre landskaber: I syd ligger Fränkische Alb (Weißenburger Alb) med skovklædte højsletter, disse går i den centrale del over i alpeforlandet, som længere mod nord går over i det  Mittelfrankiske Bækken. Gennem landkreisen løber fra nordvest mod syøst floden Altmühl. Ved den ligger blandt andre byerne Gunzenhausen, Treuchtlingen og Pappenheim.

## Byer og kommuner
Kreisen havde 94393  indbyggere pr.  2018-12-31

| Byer 1. Ellingen (3820) 2. Gunzenhausen (16614) 3. Pappenheim (4023) 4. Treuchtlingen (12942) 5. Weißenburg i.Bay., administrationsby (18464) Købstæder 1. Absberg (1361) 2. Gnotzheim (802) 3. Heidenheim (2571) 4. Markt Berolzheim (1273) 5. Nennslingen (1394) 6. Pleinfeld (7502) | Kommuner 1. Alesheim (953) 2. Bergen (1148) 3. Burgsalach (1143) 4. Dittenheim (1774) 5. Ettenstatt (831) 6. Haundorf (2695) 7. Höttingen (1107) 8. Langenaltheim (2196) 9. Meinheim (845) 10. Muhr a.See (2330) 11. Pfofeld (1511) 12. Polsingen (1819) 13. Raitenbuch (1209) 14. Solnhofen (1768) 15. Theilenhofen (1127) 16. Westheim (1171) |

Verwaltungsgemeinschafte
1. Altmühltal med sæde i  Meinheim
 og med kommunerne 
Alesheim, Dittenheim, Markt Berolzheim (Markt) og Meinheim
2. Ellingen
 med kommunerne 
Ellingen (Stadt), Ettenstatt og Höttingen
3. Gunzenhausen
 med kommunerne 
Absberg (Markt), Haundorf, Pfofeld og Theilenhofen
4. Hahnenkamm med sæde i  Heidenheim
 og  med kommunerne 
Gnotzheim (Markt), Heidenheim (Markt) og Westheim
5. Nennslingen
 med kommunerne 
Bergen, Burgsalach, Nennslingen (Markt) og Raitenbuch